# ماركو بوتشي
ماركو بوتشي (بالإيطالية: Marco Bucci)‏ هو منافس ألعاب قوى إيطالي، ولد في 29 نوفمبر 1960 في فيرارا في إيطاليا، وتوفي في 6 أغسطس 2013 في فليتري في إيطاليا بسبب نوبة قلبية.

## وصلات خارجية
- ماركو بوتشي على موقع الاتحاد الدولي لألعاب القوى (الإنجليزية)
- ماركو بوتشي على موقع أوليمبيديا (الإنجليزية)